# John Pyper-Ferguson
John Pyper-Ferguson (ur. 27 lutego 1964 w Mordiallic w Australii) – australijski aktor.

## Filmografia
- 2014:  The Last Ship jako Tex, prywatny ochroniarz, który dołączył w Gauntamo do marynarki wojennej którą dowodził Tom Chandler.
- 2013: Once Upon a Time jako Kurt Flynn
- 2011: Urodzony zwycięzca jako Frank Krueger
- 2007: Everest jako Roger Marshall
- 2007: Rodzina Duque (Cane) jako Hudson
- 2006: Bracia i siostry (Brothers & Sisters) jako Joe Whedon
- 2001-2004: Babski oddział (Division, The) jako Bob Pringle (gościnnie)
- 2001: 24 godziny (24) jako technik laboratoryjny CTU (gościnnie)
- 2001: Tajemnice Smallville (Smallville) jako dr William McBride (gościnnie)
- 2001-2004: Obrońca (Guardian, The) jako Jerry (gościnnie)
- 2001: Pearl Harbor jako oficer marynarki w szpitalu
- 2001: Lonesome jako Tom Lawless
- 2000-2001: Partnerki (Huntress, The) jako Jake Blumenthal (gościnnie)
- 2000-2001: Gideon's Crossing jako Tim Palmer (gościnnie)
- 2000: CSI: Kryminalne zagadki Las Vegas (CSI: Crime Scene Investigation) jako mąż jednej z bohaterek (gościnnie)
- 1999-2001: Jack i Jill (Jack & Jill) jako Kevin, szef Mikey'ego (gościnnie)
- 1999-2002: Sprawy rodzinne 2 (Family Law) jako James Shaw (gościnnie)
- 1999-2000: Ryzykowna Gra (Harsh Realm) jako John Cabot (gościnnie)
- 1999-2005: Potyczki Amy (Judging Amy) jako Paul Granson (gościnnie)
- 1999: I'll Take You There jako Ray
- 1998: Gra na zwłokę (Waiting Game, The) jako Carl
- 1998: Kruk: Droga do nieba (Crow: Stairway to Heaven, The) jako Top Dollar/Jason Danko
- 1998: Burza (Tempest, The) jako Gator Man
- 1998: Kroniki Ozyrysa (Warlord: Battle for the Galaxy, The) jako Heenoc Xian
- 1997: Na dobre i złe (For Richer or Poorer) jako Henner Lapp
- 1997: Doborowa jednostka (McHale's Navy) jako Pomocnik
- 1997: Odjazd (Drive) jako Vic Madison
- 1996-2001: Nash Bridges jako Zack Spears (gościnnie)
- 1996: Hard Core Logo jako John Oxenberger
- 1996: Spisek (Downdraft) jako Spike
- 1996-1999: Millenium jako Jim Gilroy/Jake Waterston/Ben Fisher (gościnnie)
- 1996-1999: Viper jako agent Harper (gościnnie)
- 1996: Ktoś na ciebie czeka (Somebody is Waiting) jako Davis
- 1996: Komandosi przestrzeni (Space Marines) jako pułkownik Fraser
- 1996-1999: Mroczne dziedzictwo (Poltergeist: The Legacy) jako baron de Rais (gościnnie)
- 1995-2002: Po tamtej stronie (Outer Limits, The) jako Brian Chason/Dr Kenneth Vaughn (1996, 2001) (gościnnie)
- 1995: Szpital uniwersytecki (University Hospital) jako Cal Chaney (gościnnie)
- 1995: The Watcher (gościnnie)
- 1995-1996: Lonesome Dove: The Outlaw Years jako Earl Hastings (gościnnie)
- 1995: Legend jako Jack McCall (gościnnie)
- 1995: Dzieci prerii (Children of the Dust) jako Sonny Boy
- 1995: Zaginiony (Vanishing Son) (gościnnie)
- 1994: Viper jako Ray Bollo (gościnnie)
- 1994: Droga śmierci (Road Killers, The) jako Hauser
- 1994: Poza prawem (Frank and Jesse) jako Clell Miller
- 1994: Potrójna gra (Every Breath) jako Hal
- 1993-1994: Przygoda na Dzikim Zachodzie (Adventures of Brisco County Jr., The) jako Peter Hutter
- 1993: Cud na autostradzie (Miracle on Interstate 880) jako Greg Helm
- 1993: Napad (Love, Cheat & Steal) jako Collins
- 1993-2002: Z Archiwum X (X Files, The) jako Paul (gościnnie)
- 1993-2001: Strażnik Teksasu (Walker, Texas Ranger) jako Critter (gościnnie)
- 1992-1998: Nieśmiertelny (Highlander) jako Brian Cullen (gościnnie)
- 1992: Oblicze zabójcy (Killer Image) jako Max Oliver
- 1992: Bez przebaczenia (Unforgiven) jako Charley Hecker
- 1992: Shadow of a Stranger jako Robert Logan
- 1992: Zostańcie z nami (Stay Tuned) jako 30 Something to Life
- 1992: Home Movie jako Bernard
- 1991: Showdown at Williams Creek jako Vowell
- 1991: Narty i żarty (Ski School) jako Erich Blor
- 1990: Mom P.I. (gościnnie)
- 1990-1995: Neon Rider jako Zak (1990)/Detektyw Miller (1991) (gościnnie)
- 1990: Ptaszek na uwięzi (Bird on a Wire) jako Jamie
- 1989: Bye Bye Blues jako Duncan
- 1988: Manekin (Pin) jako Stan Fraker
- 1987-1994: Star Trek: Następne pokolenie (Star Trek: The Next Generation) jako Eli Hollander (gościnnie)
- 1987-1992: 21 Jump Street (1990) (gościnnie)
- 1987: Bal maturalny II: Witaj, Mary Lou! (Hello Mary Lou: Prom Night II) jako Eddie Wood
- 1985-1992: MacGyver jako Scott Bartlett (gościnnie)